# Ghada Abdel Aal
Ghada Abdel Aal (tiếng Ả Rập: غادة عبد العال  sinh năm 1978 tại El Mahalla El Kubra, Ai Cập) là một tác giả và nhà biên kịch người Ai Cập. Cô nổi tiếng với blog châm biếm và cuốn sách I Wanna Get Married của cô. Cô là người chiến thắng giải Bauer 2012 tại Liên hoan văn học quốc tế Venice và giải Kim tự tháp vàng tại Liên hoan truyền thông Cairo Ả Rập.

## Cuộc đời và sự nghiệp
Ghada Abdel Aal sinh ngày 21 tháng 12 năm 1978 tại El Mahalla El Kubra ở Ai Cập. Mẹ cô là một nhân viên quan hệ công chúng, còn bố cô là kỹ sư. Cô theo học ngành dược ở trường đại học.
Cô bắt đầu sự nghiệp là một dược sĩ tại một nhà thuốc bệnh viện ở quê nhà. Năm 2006, gặp phải nhiều lời cầu hôn, cô bắt đầu viết blog I Wanna Get Married để châm biếm những trải nghiệm của phụ nữ Ai Cập mà xã hội chỉ mong muốn kết hôn và sinh con. Khi blog trở nên phổ biến, cô được một nhà xuất bản, Dar El Shorouk tiếp cận, để chuyển đổi các tác phẩm của mình thành một cuốn sách. Cuốn sách cùng tên, được viết bằng tiếng Ả Rập thông tục, được xuất bản năm 2008 và trở thành cuốn sách bán chạy nhất trong thế giới Ả Rập. Cuốn sách được dịch sang tiếng Anh bởi Nora Eltahawy vào năm 2010  Ngoài ra còn có các bản dịch tiếng Đức, tiếng Ý và tiếng Hà Lan.
Ghada Abdel Aal đã viết kịch bản chuyển thể của cuốn sách, đã giành giải Kim tự tháp vàng tại Lễ hội truyền thông Ả Rập Cairo. Cuốn sách của cô cũng đã được trao giải Bauer 2012 tại Liên hoan văn học quốc tế Venice.
Cô là cựu sinh viên của chương trình Viết về Quốc tế Mùa thu năm 2010 
Ghada Abdel Aal đã viết kịch bản cho một bộ phim hài chính trị The Night They Arbeded Ai Cập. Năm 2014, một bộ phim châm biếm truyền hình dài 30 tập Embratoreyet Meen? (Đế chế của ai?) Được viết bởi cô bắt đầu công chiếu ở Ai Cập.
Cô viết một chuyên mục hài hước cho tờ báo Al-Shorouk.